# 津田丑五郎
津田 丑五郎（つだ うしごろう、弘化2年（1845年） - 明治2年5月11日（1869年6月20日））は、新選組隊士。
山城国京都出身。戊辰戦争に参加し、その功績により歩兵から士官に取り立てられたという。土方歳三らと共に蝦夷地へ渡り、箱館戦争に参戦。明治2年5月2日、新政府軍本営（七重浜）夜襲に出動して負傷し、箱館総攻撃により弁天台場で戦死した。享年25。